# NGC 5812
NGC 5812 é uma galáxia elíptica (E) localizada na direcção da constelação de Libra. Possui uma declinação de -07° 27' 27" e uma ascensão recta de 15 horas, 00 minutos e 55,7 segundos.
A galáxia NGC 5812 foi descoberta em 5 de Março de 1785 por William Herschel.